# ヴィルヘルム・レームブルック
ヴィルヘルム・レームブルック（Wilhelm Lehmbruck、1881年1月4日 - 1919年3月25日）は、ドイツの彫刻家である。

## 略歴
ノルトライン＝ヴェストファーレン州のデュースブルクの近郊のマイデリッヒの鉱山労働者の息子に生まれた。科学書の挿絵を描いたり、装飾画を描くなどして生活費を得ながら、デュッセルドルフの工芸学校 (Kunstgewerbeschule Düsseldorf) で彫刻を学んだ。1901年からデュッセルドルフ美術アカデミーで彫刻家のカール・ヤンセンに学んだ。1906年にケルンで開かれた展覧会に初めて作品を出展した。1907年に結婚した。
1910年に美術品コレクターのカール・ノルデンの支援を受けてパリに移り、同年のサロン・ドートンヌに初めて出展した。アレクサンダー・アーキペンコらの前衛的な彫刻家とも知り合った。ドイツ各地の展覧会やアメリカでのアーモリーショーにも出展した。第一次世界大戦が始まった後、ベルリンに戻った。
戦争中は救護隊員や軍の病院で働き、その悲惨な経験は後年の作品に反映された。1916年末には鬱病になり、スイスのチューリッヒに移った。1919年にベルリン美術アカデミーの会員に選ばれ、ベルリンに戻ったがそこで自殺した。

## 作品

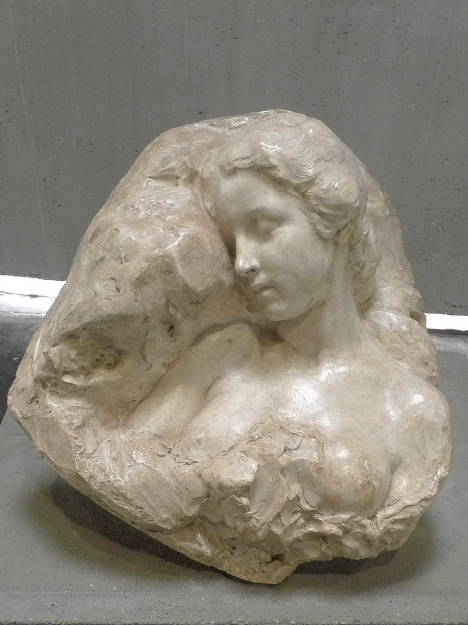
„Schlaf“ (1907)
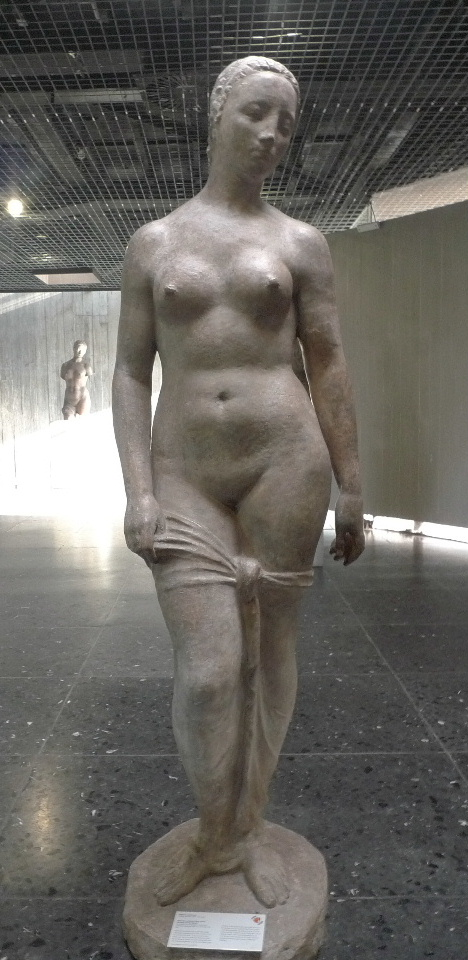
„Stehende weibliche Figur“ (1910)
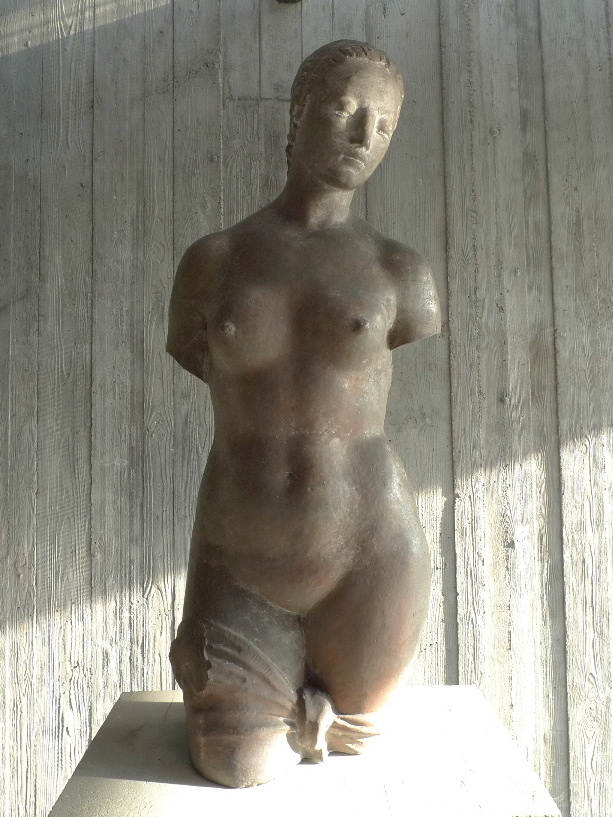
„Weiblicher Torso ( Torso der Großen Stehenden)“ (1910)
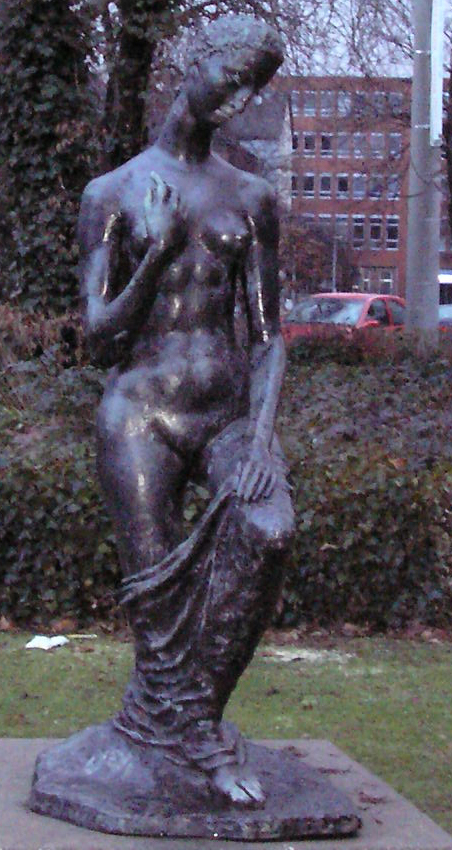
„Die Kniende“ (1911)
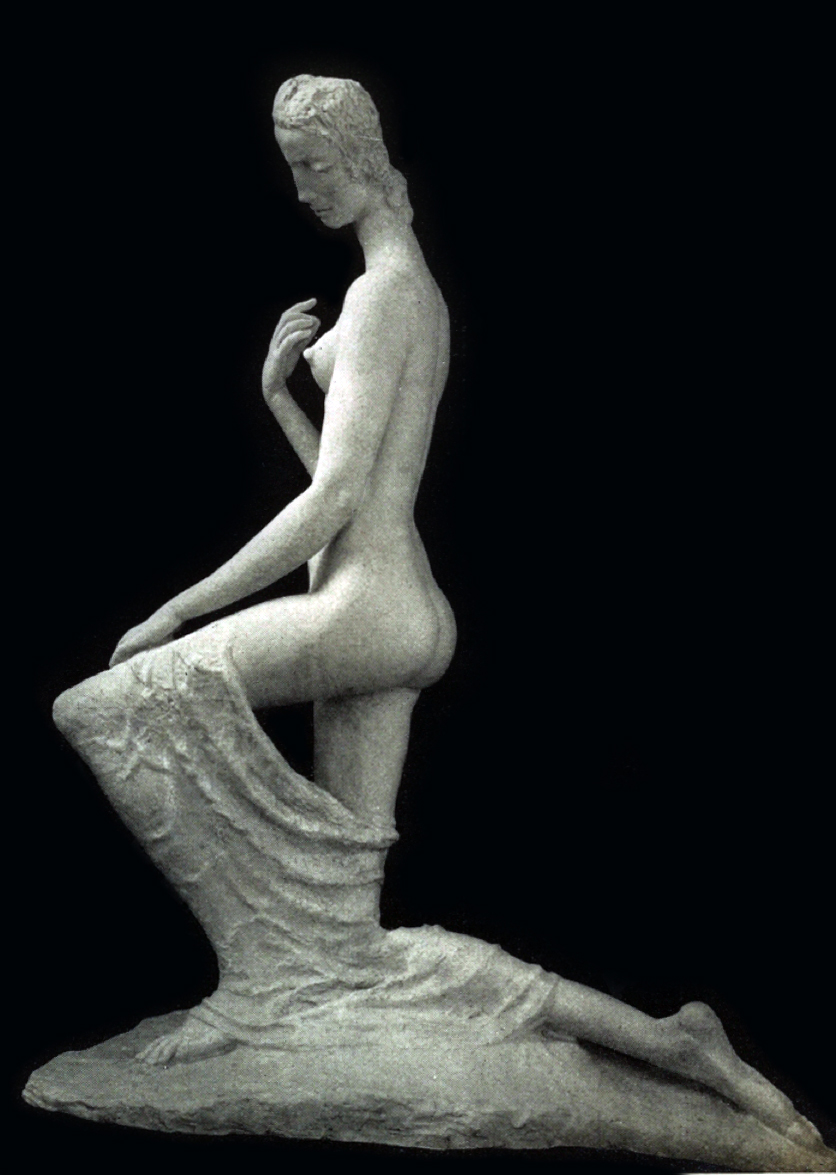
ひざまずく女(1911)
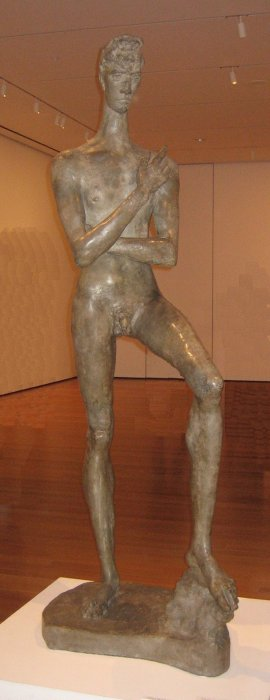
立ち上がる青年 (1913)
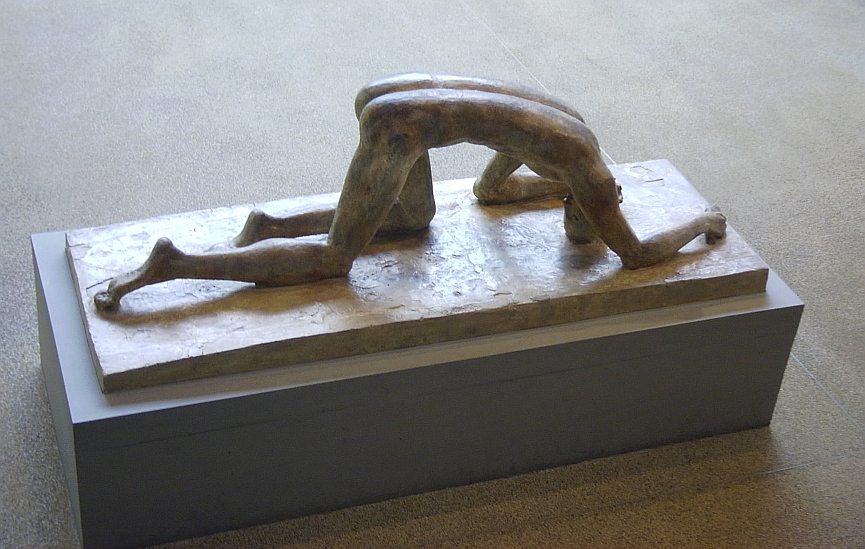
くずおれる男 (1915/16)
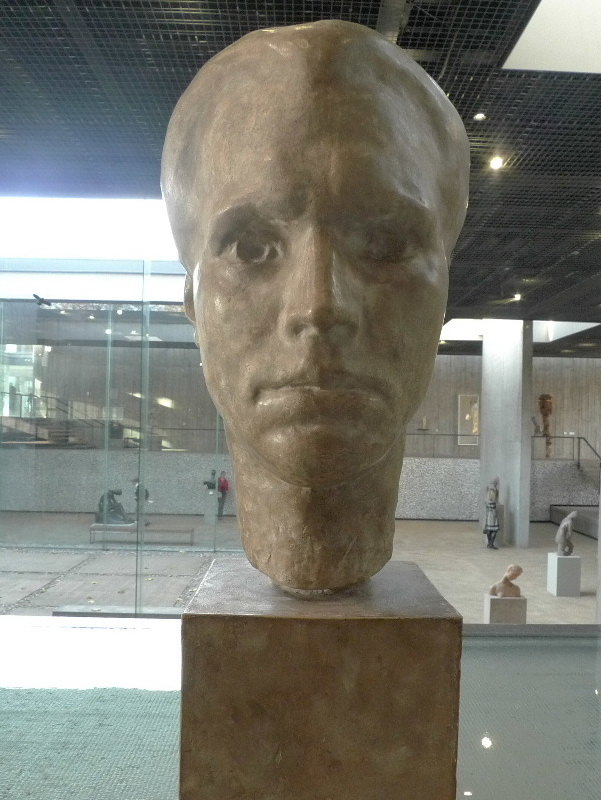
„Porträtkopf Fritz von Unruh“ (1918)